# Antonio Manuel Viana Mendonça
António Manuel Viana Mendonça, genannt Mendonça, (* 9. Oktober 1982 in Luanda) ist ein ehemaliger angolanischer Fußballspieler. Er nahm an der Fußball-Weltmeisterschaft 2006 in Deutschland teil.

## Karriere
Der Mittelfeldspieler, der vornehmlich auf der rechten Seite eingesetzt wurde, begann seine Karriere 1999 bei Primeiro de Agosto in Angola, bevor er nach Portugal wechselte. In zehn Jahren in Portugal verbrachte er die meiste Zeit beim Varzim SC, mit dem er 2001 den erstmaligen Aufstieg in die erste Liga schaffte und nach zwei Spielzeiten wieder abstieg. 2007 verpflichtete ihn der Erstligist Belenenses Lissabon, der ihn nach einem halben Jahr an den Ligakonkurrenten CF Estrela Amadora verlieh, bevor er 2008 wieder zum Varzim SC ging. Ein Jahr später kehrte er in seine Heimat zurück und spielte bis zu seinem Karriereende 2013 für verschiedene angolanische Erstligisten.
Mendonça debütierte bereits mit 16 Jahren für die angolanische Nationalmannschaft und absolvierte das letzte seiner über 40 Länderspiele 2009. Bei der erstmaligen Teilnahme Angolas an einer Fußballweltmeisterschaft im Jahr 2006 kam er in allen drei Gruppenspielen zum Einsatz. Angola schied nach der Vorrunde aus. 2008 erreichte er mit Angola bei der Afrikameisterschaft erstmals das Viertelfinale.

## Erfolge
- Angolanischer Meister: 1999